# Клинобрюхие
Клинобрюхие, или клинобрюшковые (лат. Gasteropelecidae), — семейство пресноводных лучепёрых рыб из отряда харацинообразных. Обитают в тропической части Южной Америки.
Клинобрюхие сильно привязаны к поверхности воды и характеризуются специфичным телосложением. В течение эволюции у них сильно увеличилась грудная клетка по сравнению с размером тела, а также укрепились грудные мышцы. Поэтому они могут использовать грудные плавники также, как птицы используют крылья — для активного полёта. Они набирают скорость в воде при помощи хвостового плавника, при этом часто двигают грудными плавниками вверх и вниз. Они способны выпрыгнуть из воды и пролететь несколько метров, прежде чем снова погрузятся в воду.
Клинобрюхие питаются преимущественно насекомыми, пауками и другими мелкими животными, ловят которых на поверхности воды. Также их содержат в аквариумах.

## Классификация
- Карнегиеллы (Carnegiella)[1]
  - Летающая карнегиелла (Carnegiella marthae)
  - Карнегиелла Майерса (Carnegiella myersi)
  - Carnegiella schereri
  - Полосатая карнегиелла (Carnegiella strigata)
- Клинобрюшки (Gasteropelecus)
  - Летающая клинобрюшка (Gasteropelecus levis)
  - Пятнистая клинобрюшка (Gasteropelecus maculatus)
  - Обыкновенная клинобрюшка (Gasteropelecus sternicla)
- Торакохараксы (Thoracocharax)
  - Платиновый торакохаракс (Thoracocharax securis)
  - Дисковидный торакохаракс (Thoracocharax stellatus)